# Kopalnia Węgla Kamiennego Mariahilf (Radlin-Biertułtowy)
Kopalnia Węgla Kamiennego „Mariahilf” – nieczynna kopalnia w Radlinie-Biertułtowach.

## Historia
Założyciel kopalni Loebel Freund, właściciel z Rybnika, otrzymał nadanie górnicze 19 stycznia 1858 roku. „Podstawą nadania był otwór wiertniczy, w którym na głębokości 56 m odkryto pokład węgla o grubości 1,8 m. Odwiert ten usytuowany był przy obecnej ulicy Mariackiej”. Zaraz po nadaniu rozpoczęto budowę kopalni. Obok odwiertu wybudowano cechownię i stajnię. Na zachód od cechowni wydrążono szyb „Dorel” o obudowie drewnianej.Okazało się, że na głębokości 44 metrów był tak silny dopływ wody, że prace należało wstrzymać i zainstalowano maszynę parową odwadniającą. Do przewietrzenia wyrobisk powstał otwór wentylacyjny 90 metrów na wschód od szybu. W tym czasie wydobycie wynosiło 1,3 tys. ton węgla rocznie, a zatrudniono 47 osób. Trzy lata później wydobycie wzrosło do 4,8 ty.s ton węgla rocznie i zatrudniono 71 osób.

### Problemy kopalni
Głównym z problemów kopalni była słaba wentylacja. Aby rozwiązać problem wydrążono szyb „Rölle” zlokalizowany 125 metrów na zachód od szybu „Dorel” na miejscu obecnych ogródków działkowych. Kolejnym problemem była duża ilość wód podziemnych, która wstrzymała drążenie szybu „Rölle”.

### Modernizacja
W 1864 roku wydobycie było ograniczone przez ręczny kołowrotek. W tym samym roku szyb „Dorel” został wyposażony w maszynę wyciągową, która wymagała instalacji trzeciego kotła.
Niedługo później nastąpiła zmiana właścicieli. Kopalnię nabyło gwarectwo braci: Moritza, Luisa, i Simona Adlerów z Żor oraz hrabia Fryderyk Węgierski (graf Friedrich von Wengersky), właściciel dóbr rycerskich w Pszczynie. Dzięki modernizacji wydobycie wzrosło do 9,45 ton rocznie przy zatrudnieniu 58 pracowników.

### Problem zalegającej wody
Po roku 1867 zaczęto wydobywać węgiel poniżej pokładu „Mariahilf”, który został już wyeksploatowany. Woda była zbierana ręcznymi pompami do szybu, a stąd usuwana maszyną odwadniającą. Ten sposób odwadniania opóźniał wydobycie. Postanowiono pogłębić szyb „Dorel” i z jego dna dotrzeć do głębszych pokładów. W roku 1868 udało się zgłębić do 66 metrów i dotarto do głębszego pokładu, który został odwodniony.

### Wznowienie eksploatacji
Od następnego roku prace ruszyły, a nowy pokład nazwano „Nieder” Dolny (pokład 607). W 1870 roku powstał nowy szyb „Graf Johannes”. Znajdował się w miejscu dzisiejszego domu kultury. Miał całkowitą głębokość (razem z rząpiem) 101 metrów. Szyb przecinał pokład „Mariahilf” na głębokości 88 metrów, a pokład dolny na 95 metrze. Na powierzchni zbudowano 20-konną maszynę odwadniającą, kotłownię oraz maszynę wyciągową o mocy 12KM.

### Lata 70. (XIX wieku)
W tym czasie dynamicznie zmieniali się kierownicy kopalni. W 1872 roku był Kotzek, w 1873 Heinmann.
Wydobycie wynosiło 8,7 tys. ton rocznie zatrudniając 60 pracowników. Dwa lata później kierownikiem został Thomas i pełnił obowiązki do maja 1882 roku, a następnym kierownikiem był Wilhelm Bytomski. Kopalnia osiągnęła największe zatrudnienie w IV kwartale 1875 roku: 172 pracowników

### Ostatnie lata wydobycia
W latach 80. XIX wieku wydobycie kopalni malało. Miało to związek z pogłębieniem szybów, a zainstalowane urządzenia nie były dostosowane do takich głębokości. Wydobycie spadło do 4,9 tys. ton rocznie w roku 1881.

### Koniec działalności „Mariahilf”
Pod koniec stycznia 1884 wstrzymano wydobycie. Właściciele kopalni zdecydowali się na wydzierżawienie kopalni „Mariahilf” nowej prężnie działającej kopalni „Emma”. Umowę podpisano w 18 maja 1885 roku. Sygnatariuszami umowy byli Gerhard Mauve z kopalni „Emma” oraz Fryderyk Wengerski i Simon Adler z kopalni „Mariahilf”.

## Obecny stan
Z pozostałości kopalni można wymienić zachowaną płaską hałdę szybu „Dorel” przy ulicy Mariackiej, gdzie znajduje się plac manewrowy do nauki prawa jazdy. Budynek cechowni został oddany zgromadzeniu Sióstr Służebniczek Najświętszej Maryi Panny, które miały tam swoją siedzibę w latach 1910–2002. Następnie w 2003 roku budynek został rozebrany. 